# Gitterspanner

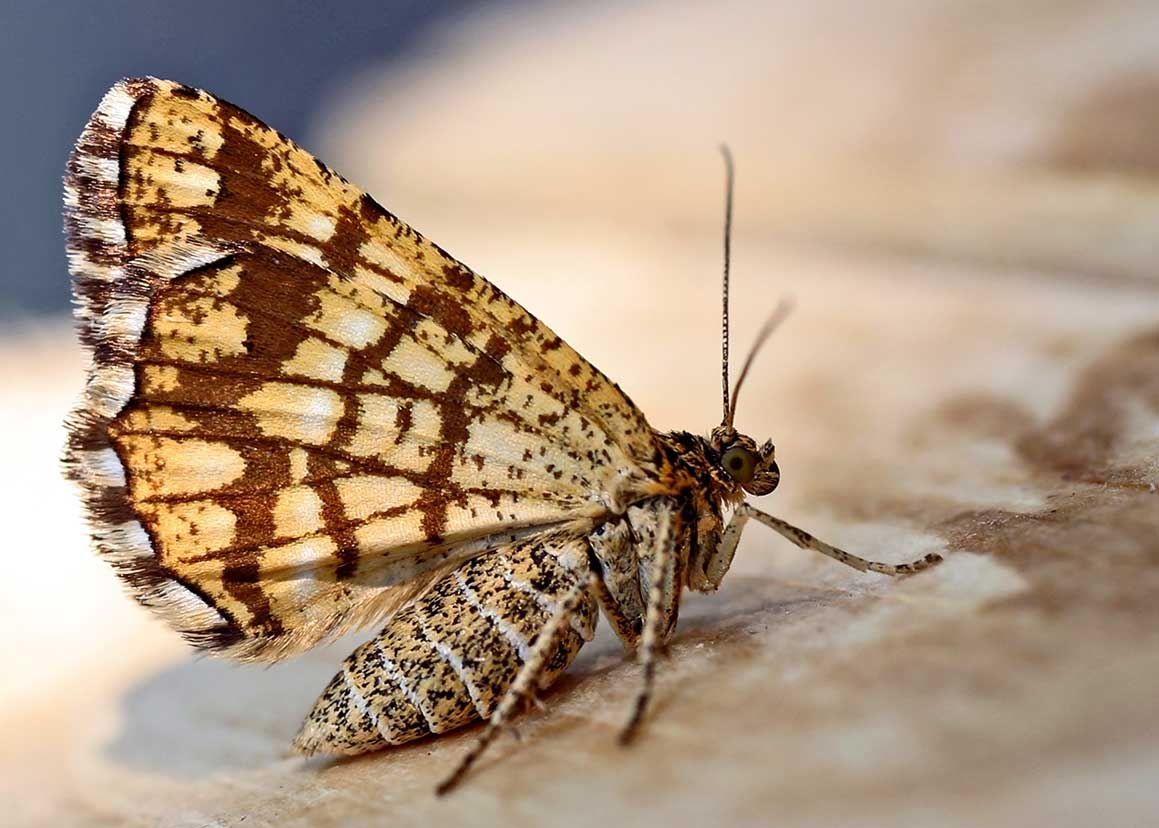
Flügelunterseite

Der Gitterspanner (Chiasmia clathrata), auch Kleekräuterrasen-Gitterstriemenspanner oder Kleespanner, ist ein Schmetterling (Nachtfalter) aus der Familie der Spanner (Geometridae). Die Art fliegt, obwohl sie zu den Nachtfaltern gehört, auch am Tag.

## Merkmale
Der Falter hat eine Flügelspannweite bis zu 25 Millimetern. Vorder- und Hinterflügel sind weiß bis gelb und mehr oder weniger dunkel bestäubt. Die Vorderflügel weisen vier schwarze bis dunkelbraune Querlinien auf, auf den Hinterflügeln sind es drei Querlinien. Mit der grob radialstrahligen dunklen Flügeläderung entsteht ein Gittermuster, das dem Falter den Namen gab.
Die Färbung variiert im Grunde wenig, jedoch ist die Zeichnung ziemlich variabel. Die Querlinien fließen oft zusammen.

### Ähnliche Arten
Die Weibchen des Heidespanners (Ematurga atomaria) sind dem Gitterspanner in der Farbe ähnlich und auch tagaktiv.

## Verbreitung
Die Art ist in Europa weit verbreitet. Sie kommt von Italien bis weit nach Skandinavien hinein vor. Im Westen ist sie von den Britischen Inseln nachgewiesen. Im Osten reicht sie bis China, Japan und Korea. Im Süden bis Anatolien und Iran.

## Vorkommen und Flugzeiten
Die Art ist im offenen Grasland weit verbreitet. Es werden zwei Generationen ausgebildet. Die erste Generation fliegt von Mitte April bis etwa Mitte Juni, die zweite meist unvollständige Generation fliegt von Mitte Juni bis Mitte August, in manchen Gegenden überlappen sich die Generationen. Er ist im Tiefland bis in die höheren Lagen der Mittelgebirge anzutreffen. In den höchsten Lagen fehlt er jedoch. Der Falter ist tag- und nachtaktiv, er kommt nachts ans Licht.

## Fortpflanzung
Die grünlichen Eier sind mit einem groben hexagonalen Muster versehen. Die Raupe ist bräunlichgrün bis rötlich. Ein breiter, weißer Seitenstreifen ist vorhanden, während die Rückenlinie undeutlich ausgeprägt ist. Die Puppe ist gedrungen mit einem Kremaster mit einfacher Spitze. Sie überwintert, die ersten Falter schlüpfen dann bereits Mitte April des nächsten Jahres.

## Ernährung
Die Raupen leben an verschiedenen Kleearten und an Luzerne. Die Falter besuchen Blüten.

## Taxonomie und Nomenklatur
Die Art erscheint in manchen Werken in der Kombination Semiothisa clathrata. Allerdings bezieht sich die Gattung Semiothisa auf eine andere Gruppe von Arten, überwiegend tropischer Schmetterlinge. Die Art wird in mehrere Unterarten unterteilt.